# Rezerwat przyrody Asz-Szaumari
Rezerwat przyrody Asz-Szaumari (arab. ‏محمية الشومري للأحياء البرية‎, Maḥmiyyat aš-Šawmarī lil-aḥyāʾ al-barriyya) – rezerwat w Jordanii, położony w pobliżu miasta Al-Azrak asz-Szamali w muhafazie Az-Zarka. Rezerwat został utworzony w 1975 roku. Zarządzany jest przez Królewskie Towarzystwo Ochrony Przyrody.
Rozciąga się na południe od miejscowości Al-Azrak asz-Szamali, umiejscowiony jest w sercu jordańskiej części Pustyni Syryjskiej. Obejmuje dwa typy środowiska. Około 65% stanowią pustynne wadis z największym Wadi asz-Szaumari, od którego pochodzi nazwa rezerwatu, oraz hamady stanowiącej pozostałe 35% powierzchni. Obszar rezerwatu jest ogrodzony. Został założony w celu odtworzenia populacji oryksa arabskiego, który przestał istnieć na wolności w 1972 roku. Według czerwonej księgi gatunków zagrożonych jest to gatunek narażony. W 1978 roku RSCN z pomocą międzynarodową rozpoczęło program przywracania populacji onyksa arabskiego do jego naturalnego środowiska. Z zoo w Phoenix zostały przetransportowane cztery pary. W 1983 roku odniesiono pierwszy sukces, na teren rezerwatu wypuszczona stado 31 sztuk, które zaaklimatyzowały się w naturalnym środowisku. W 2002 roku kolejna grupa onyksów została wypuszczona na wolność w Wadi Ramm.
Z czasem rezerwat stał się miejscem hodowli w celach późniejszego wypuszczania na wolność najbardziej zagrożonych gatunków na Bliskim Wschodzie (m.in. strusia szaroskórego, galeli czarnoogonowej czy osła azjatyckiego).